# リング・オブ・ブロッガー

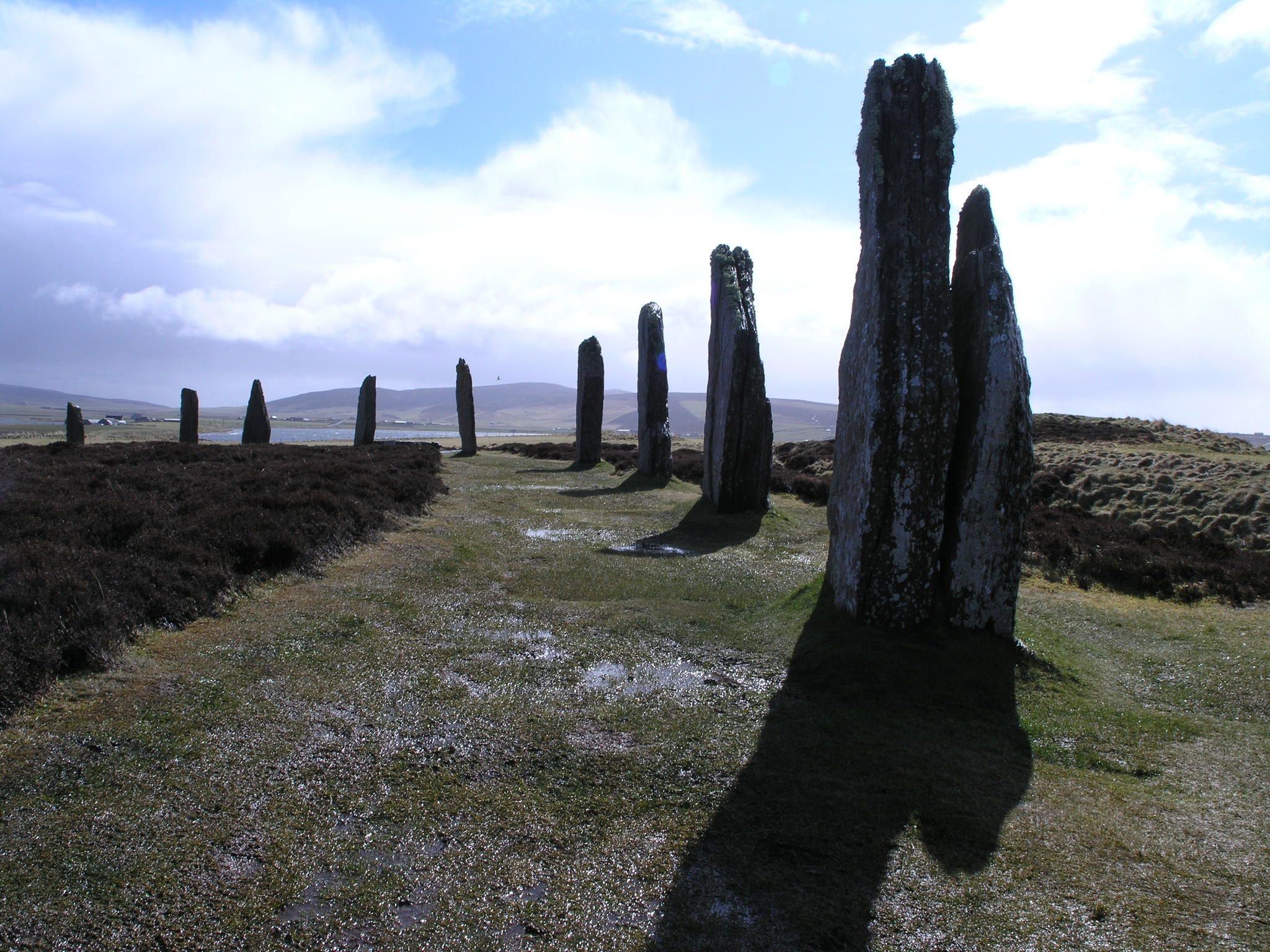
リング・オブ・ブロッガー

リング・オブ・ブロッガー（the Ring of Brodgar / Brogar）は、スコットランドのメインランド島にある新石器時代のヘンジと環状列石の遺跡群である。環状列石は、ステネス湖とハーレー湖という二つの入り江に挟まれた小さな地峡にある。環の中心地はいまだに考古学者たちが発掘しておらず、科学的な年代特定にも至っていない。建造物群の年代も未確定のままである。しかし、一般的には紀元前2500年から紀元前2000年に建てられたものと考えられており、それゆえネスに建てられた新石器時代の巨大建造物群の名残であったということである。
環の直径は104 m で、イギリス諸島では三番目に大きなものである。ヘンジはもともと60基の石から成り立っていたが、20世紀末の段階では、立ったまま残っていたのは27基だけである。立石群は、深さ3 m 未満、幅 9 m の環濠の中に置かれている。この環濠は、硬い岩盤を古代の住民たちが掘りぬいて作ったものである。

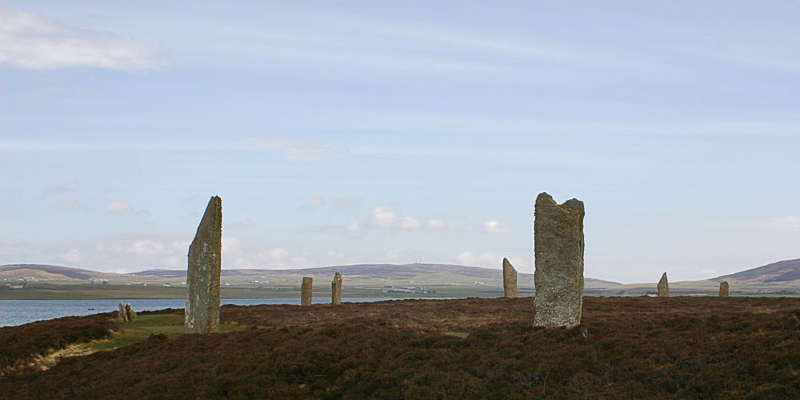
リング・オブ・ブロッガー

周辺地域には他の立石群や頂上に先史時代の墓のある円形の小丘などが多くあり、特筆すべき儀礼的な景観を形成している。その正確な目的は未解明だが、ストーンズ・オブ・ステネスやメイズハウの墳墓が近隣に存在していることによって、リング・オブ・ブロッガーも重要な意味のある遺跡として位置付けられている。指定遺産となっているリング・オブ・ブロッガーは、前出の近隣遺跡とともに、「オークニー諸島の新石器時代遺跡中心地」の1つとして、1999年にユネスコの世界遺産に登録された。
リングとストーンズ・オブ・ステネスの間に位置するネス・オブ・ブロッガー遺跡の傍で行われたオークニー大学の発掘調査の結果、儀礼用・居住用それぞれの建造物群が発掘された。この発掘調査は近隣に更に存在しているかもしれないことを示唆している。出土品は他に土器、骨、石器などもあるが、おそらく最も重要な発見は長さ100 m、高さ 6 mという巨大な石壁の遺跡であろう。それは遺跡が存在する半島全体を横切っていたらしく、儀礼的景観と俗世間とを分かつ象徴的な障壁として機能していた可能性がある